# Candelaro
Il Candelaro è un fiume della provincia di Foggia, dalla lunghezza di circa 70 km. Ha un carattere torrentizio e scorre ai piedi del Gargano con direzione NO-SE in corrispondenza di una faglia di distensione instauratasi durante l'emersionde del promontorio. É utilizzato per l'irrigazione dei campi.
Si presuppone che il fiume Candelaro sia stato l'artefice dell'unificazione geologica del Gargano alla penisola. Infatti, molto probabilmente, il Gargano fu unito dai detriti trasportati dal Candelaro; sulla base di questa teoria si potrebbe quindi affermare che il Gargano fosse un'isola dell'attuale mar Adriatico fino a quando non si è unito alla penisola italica.
Suoi affluenti sono: il canale Radicosa, il torrente Triolo, il torrente Salsola e il torrente Celone.
In epoca contemporanea la portata del Candelaro è diminuita sensibilmente per scopi agricoli e per altre motivazioni naturali.
Attraversa i comuni di San Paolo di Civitate, San Severo, Rignano Garganico, San Marco in Lamis, San Giovanni Rotondo e Manfredonia.